# Walter Dennis
Walter Dennis (ur. 1911, zm. 2003) – amerykański oficer, działacz fandomu i pisarz. Założyciel Science Correspondence Club, pierwszego klubu zrzeszający fanów fantastyki. Współtworzył dwa pierwsze wydania fanzinu „The Comet” razem z  Ray Palmer. W 1932 razem z  Peterem Schuylerem Millerem i Pauem McDermottem opublikował opowiadanie The Duel on the Asteroid na łamach magazynu „Wonder Stories” pod wspólnym pseudonimem Dennis McDermott. Dwa lata później stał się założycielem Chicago Science Fiction League.